# R U Tuff Enuff
Az R U Tuff Enuff Rebbie Jackson amerikai énekesnő harmadik albuma. 1988-ban jelent meg. Két kislemez jelent meg róla, a Plaything, ami a 8. helyig jutott a Billboard R&B-slágerlistán – ezzel Jackson legsikeresebb dala lett az 1984-ben megjelent Centipede óta –, és a címadó R U Tuff Enuff, ami nem aratott jelentősebb sikert.

## Számlista
| #  | Cím                    | Szerzők                                                         | Hossz |
| -- | ---------------------- | --------------------------------------------------------------- | ----- |
| 1. | Perfect Combination    | Everett Collins, David „Pic” Conley, David Townshend, R. Danzie | 5:16  |
| 2. | Read Between the Lines | J. Ponti, D. Conley, V. Pepe, D. Townshend                      | 4:50  |
| 3. | This Love is Forever   | E. Collins, Rebbie Jackson, D. Conley, D. Townshend             | 4:40  |
| 4. | R U Tuff Enuff         | Arthur McCallister, R. Jackson, D. Conley                       | 4:10  |
| 5. | Plaything              | Joshua Thompson, Romeo Williams, Gene Lennon                    | 4:56  |
| 6. | Friendship Song        | J. Thompson, D. Conley, G. Lennon                               | 4:32  |
| 7. | Sweetest Dreams        | J. Thompson, G. Lennon, R. Williams                             | 4:08  |
| 8. | Distant Conversation   | E. Collins, Derrick Culler, D. Conley                           | 5:17  |

## Kislemezek
- Plaything (1988. június 16.)
- R U Tuff Enuff (1988. augusztus 11.)

## Helyezések
| Slágerlista (1988)      | Legmagasabb helyezés |
| ----------------------- | -------------------- |
| USA Billboard R&B Chart | 58                   |